# 久木田真紀
久木田 真紀（くきだ まき）は、日本の歌人。1989年の第32回短歌研究新人賞を「時間（クロノス）の矢に始めはあるか」30首で受賞した。藤沢螢の別名がある。

## 概要
久木田は18歳の女性として短歌研究新人賞に応募したが、実際の作者は中年の男性であったことが判明している。別人になりかわって歌を詠むことは古来行われてきたことであるが、現代の新人賞の場で、応募書類も偽っていたということが問題となった。この偽装について、久木田は「社会的に流通している〈私〉の呼称にいたっては何ほどの意味があるだろう。それは一人の作家の表皮ですらない。そこで、新しい〈私〉の創出が必要になる。文学的虚構の始まりである」と述べた。この発言を受けて、たかとう匡子は「ペンネームの域を越えて詐称に近い」と評した。なお、短歌研究新人賞受賞は取り消されておらず、受賞者としての「久木田真紀」は今でも存在している。
その後、藤沢螢と名を改めて歌集『時間の矢に始まりはあるか』（雁書館、1997年）を出版している。
現在の歌壇ではその存在をほとんど黙殺されているが、枡野浩一は小説「ショートソング」の中で久木田真紀の事件をもとにしたエピソードを盛り込んでいる。

## プロフィール
短歌研究新人賞受賞時に発表された略歴では、「1970年10月30日モスクワ生まれ」となっている。オーストラリア在住ということになっており、ニューサウスウェールズの住所が書かれている。若い女性の写真が添えられているが、これは真の作者が自分の姪の写真を使ったものと言われている。